# Parodia (musica)
Una parodia è un motivo o brano musicale, spesso celebre, che ha subito delle modifiche nelle note e/o nei testi. La parodia può anche essere l'emulazione dello stile di un compositore o esecutore, o di un genere musicale nella sua complessità.
Le parodie sono state usate con finalità molto differenti: possono infatti diventare una tecnica compositiva dai seri intenti compositivi, essere citazioni di note melodie che presentano però testi diversi, oppure essere rielaborazioni facete ed umoristiche di brani altrui.
Fra le parodie musicali si citano le messe parodia, che presero piede del sedicesimo secolo. Altri esempi di parodia, contestualizzati però nel ventesimo secolo, sono i brani folkloristici citati nei canti popolari, e le opere neoclassiche scritte per le sale da concerto che attingono agli stili musicali del passato.

## Storia

### Nella musica colta

#### Rinascimento
Sebbene la pratica di prendere in prestito strutture polifoniche preesistenti risalga al XIV secolo, questa metodologià è in realtà più vicina alla tecnica del contrafactum che alla parodia vera e propria.
Il termine greco παρῳδία, da cui deriva anche il latino parodia, e inteso come citazione di musiche altrui, compare sul frontespizio di una messa del compositore tedesco Jakob Paix del 1587, e viene usato per menzionare la fonte da cui proviene il materiale musicale a cui l'artista si è ispirato (precedentemente, quando un compositore realizzava delle messe che erano chiaramente ispirate ad opere di altri, si utilizzavano invece concetti latini come missa ad imitationem o missa super …). L'utilizzo del greco e del latino erano una consuetudine in Germania all'epoca dell'Umanesimo, ma la parola "parodia" si usava fortuitamente nel senso moderno del termine. Solo in epoca moderna il concetto di "tecnica della parodia" inizierà ad essere usato in ambito musicologico e storico. A ciò contribuirà soprattutto il volume Geschichte der Messe di Peter Wagner (1913).
Verso la fine del XV secolo, in modo occasionale ma comunque sostanziale, nelle messe si cominciò a introdurre l'uso di altre voci, secondo il modello polifonico di altre forme musicali, in combinazione con il "cantus firmus" dei tenori.  Fra i primi esempi di questo tipo si possono citare la Missa Fortuna desperata e la Missa Rosa playsante di Jacob Obrecht, con l'uso delle voci secondo il modello della forma canzone Nel Grove Dictionary, Michael Tilmouth e Richard Sherr scrivono:
Molti dei più famosi compositori del XVI secolo, tra cui Victoria, Lasso e Palestrina, furono autori di molte messe che attingono tanto da pezzi secolari quanto a opere religiose di altri.

#### Barocco

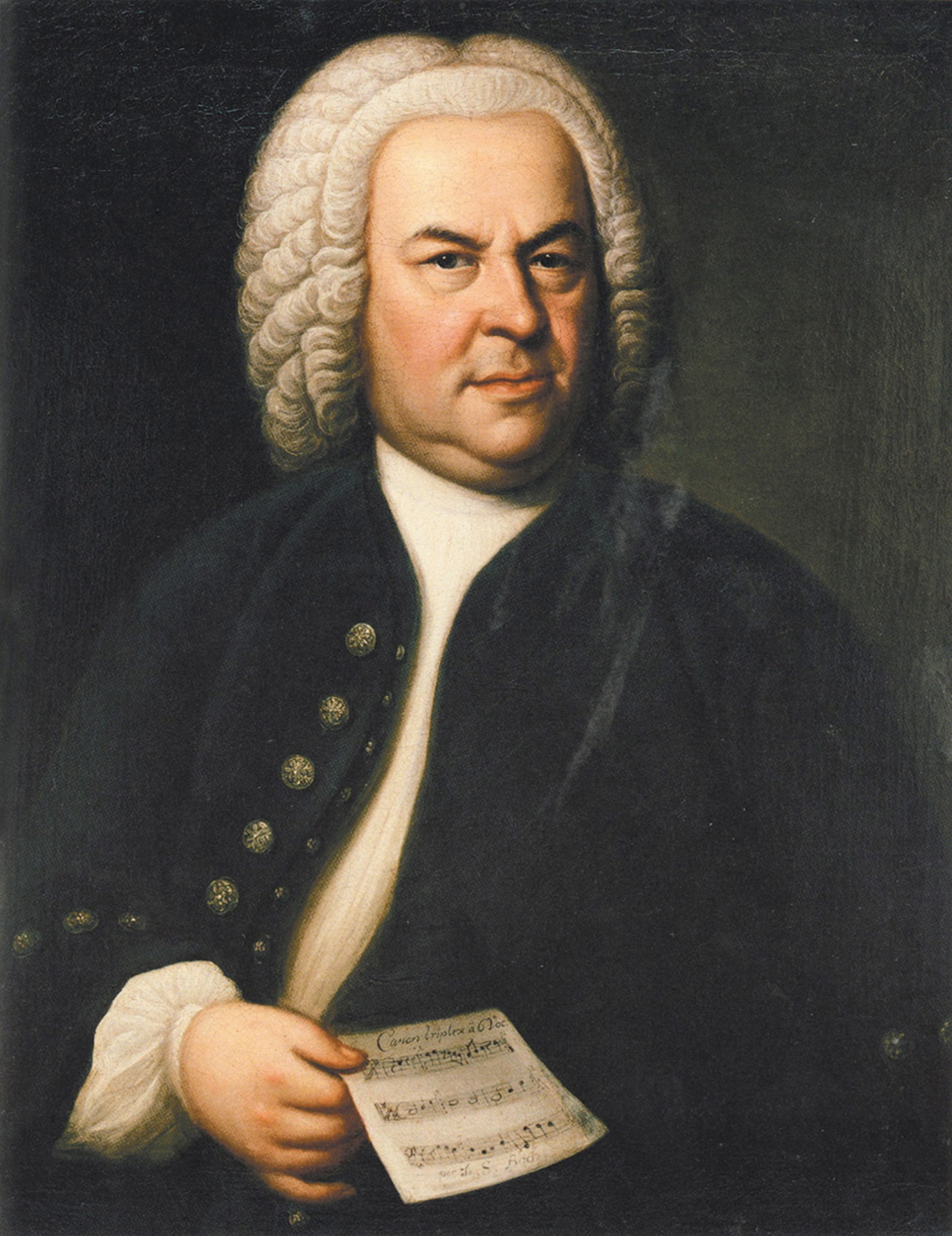
Johann Sebastian Bach

Si continuarono a realizzare parodie anche con l'avvento dell'età barocca. Un esempio è il riutilizzo di tre cantate da parte di Bach nel suo Oratorio di Natale. Celebre anche la parodia dello Stabat Mater di Pergolesi nel Salmo 51 BWV 1083 di Bach, che si ispirò per numerose parodie anche ad altri compositori italiani, soprattutto Vivaldi.  Man mano che le mode musicali cambiavano, tuttavia, c'erano poche ragioni per riutilizzare vecchie melodie modali e stili compositivi. Dopo la metà del XVII secolo, i compositori cercarono di realizzare musica con "un trattamento musicale unico, appropriato al testo e alle circostanze dell'esecuzione". Da allora in poi, la tendenza di realizzare delle parodie con intenti non comici cessò quasi del tutto fino al XX secolo.

#### Concerti e opere liriche
La Cantata dei contadini di Bach si fa beffa delle virtuose arie col da capo del tempo. Da allora in poi, la "parodia" nella musica è stata generalmente associata al trattamento umoristico o satirico del materiale sonoro citato. Più tardi, nel XVIII secolo, Mozart parodiò le melodie zoppicanti e il manierismo dei compositori minori di allora nel suo Scherzo musicale. Un secolo dopo, Saint-Saëns compose Il carnevale degli animali per far divertire i suoi amici; molti dei movimenti si rifanno alle parodie musicali, in quanto cambiano radicalmente il tempo e la strumentazione di famose melodie. Nel Concerto per orchestra (1943) di Bartók figura una citazione della Sinfonia n. 7 di Dmitrij Šostakovič seguita da una pernacchia emulata con un trombone.
Nel contesto della musica teatrale del XVIII secolo, le ballad opera presentavano delle canzoni satiriche impostate su melodie popolari dell'epoca, e comprendevano alcune delle parodie musicali di più ampio respiro. In Così fan tutte, Mozart parodiò le elaborate solennità delle arie operistiche. Il suo Flauto magico fu oggetto di parodie da parte di autori viennesi durante i decenni seguiti alla sua morte. Le parodie di Wagner spaziano da Souvenirs de Bayreuth di Fauré e Messager (che rielabora in chiave ballabile i temi del ciclo dell'Anello) a Introduction to the Ring di Anna Russell, che parodia le parole e la musica del ciclo wagneriano mettendo in luce le loro presunte assurdità in modo simile a un insegnante durante una lezione scolastica.
Offenbach che nel corso della sua vita prese in giro, tra gli altri, Gluck, Donizetti e Meyerbeer, fu a sua volta parodiato da compositori di altri periodi storici come Saint-Saëns e Sondheim. Nel campo della Savoy Opera, Sullivan parodiò gli stili di Handel, Bellini, Mozart, Verdi e altri. Analogamente a ciò che avvenne con Offenbach, anche Sullivan fu oggetto di parodie. Il recupero di brani famosi che però presentano testi diversi è una caratteristica comune del Victorian burlesque e della pantomime britannica del XIX secolo.
Le parodie da intendersi non come rivisitazioni comiche vennero riprese, nonostante alcune differenze, durante il XX secolo. Lo confermano la Sinfonia Classica di Prokof'ev, e le opere neoclassiche di Stravinskij, 
Il bacio della fata e Pulcinella. Tuttavia, Tilmouth e Sherr dichiarano che, sebbene queste opere mostrino "il tipo di interazione tra compositore e modello che era caratteristico della parodia del XVI secolo", impiegherebbero comunque "una dicotomia stilistica molto lontana da essa". Gli stessi autori asseriscono anche che l'uso della musica antica nelle partiture di Peter Maxwell Davies genera similmente "un conflitto estraneo alla sintesi totale che era l'obiettivo della parodia del XVI secolo".

### La parodia nellapopular music

#### Parodie di musica folk

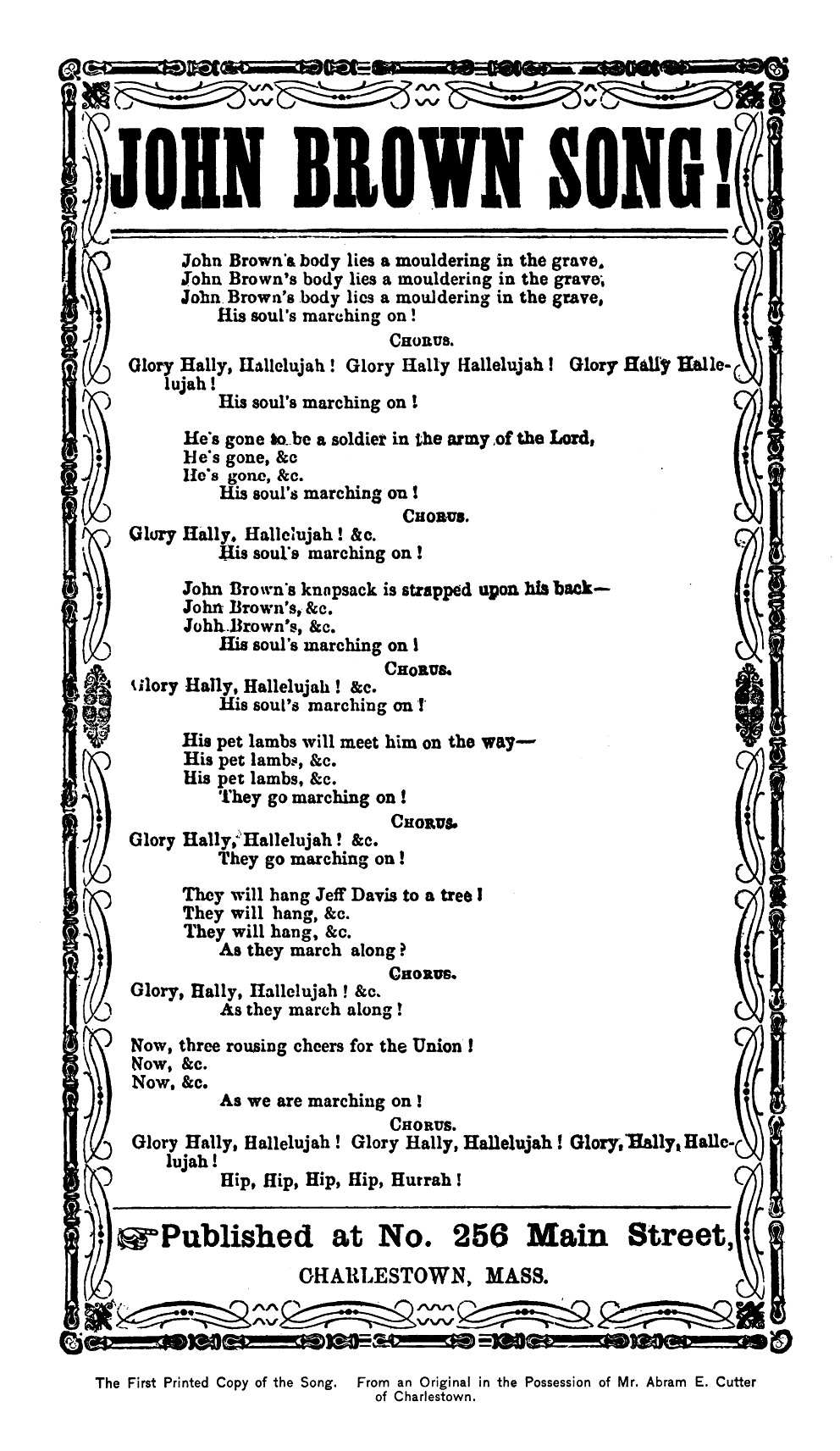
Testo di John Brown's Body

Nella musica pop, la tecnica della parodia viene da sempre sfruttata in più modi. Analogamente a ciò che avviene con la musica colta, la parodia serve a citare la musica di artisti del passato, quando non gli stili musicali e performativi, e quello di artisti specifici.
Prima del XX secolo, le canzoni popolari prendevano spesso in prestito melodie di inni e altra musica sacra e rimpiazzando dei versi celebri con altre parole. Ad esempio, la marcia John Brown's Body, che veniva cantata nel corso della guerra civile americana, era basata sulla melodia di un più vecchio inno cantato durante i raduni nei campi e i risvegli, e in seguito fu adattata con le parole Mine eyes have seen the glory of the coming of the Lord di Julia Ward Howe. Questa pratica continuò durante la prima guerra mondiale, come confermano, ad esempio, molte canzoni dei soldati basate su melodie di altri inni (When this lousy war is over nacque sulle note di What a Friend We Have in Jesus, e We are Fred Karno's Army, è una variazione di The Church's One Foundation.
Le canzoni folk si basano il più delle volte su brani realizzati da altri artisti o basandosi su lievi modifiche ad essi apportate. Questo è un altro tipo di parodia musicale molto antica che viene tutt'oggi messa in pratica. Ad esempio, Blowin' in the Wind di Bob Dylan è il riadattamento di un canto degli schiavi intitolato No more Auction block for me.
Negli anni quaranta, Spike Jones e i suoi City Slickers parodiavano pacate canzoni popolari aggiungendovi effetti sonori singolari e dandovi una verve comica. Il musical di Broadway del 1957 Jamaica ironizzava sulla moda di allora del genere calypso.

#### Parodie di musica colta
Fra coloro che parodiano la musica da sala da concerto o teatro lirico sono degni di menzione Allan Sherman, noto per aver aggiunto testi comici a opere di Ponchielli e Sullivan, e Tom Lehrer, che fece trasposizioni comiche di brani di Sullivan, musica popolare, brani ragtime e operette viennesi. Il pianista Victor Borge è anch'egli un parodista di musica classica e operistica.
Il musicista parodista e umorista Peter Schickele, creò ironicamente il personaggio immaginario di P. D. Q. Bach,  presentandolo come un membro della famiglia Bach recentemente scoperto. La musica attribuita da Shickele a P. D. Q. Bach parodia l'erudizione musicologica e le convenzioni della musica barocca e classica, e vi introduce elementi di slapstick comedy.
Altro esempio di parodia in musica è Little Mary Sunshine (1959), che deride il genere dell'operetta.
Nino Rota, in difficoltà nella composizione del tema d'amore per il film il Padrino, riutilizzò il tema da lui composto per il film Fortunella di Eduardo de Filippo. La parodia, rallentata e riorchestrata rispetto all'originale, ebbe straordinario successo (a sua volta parodiata con numerose versioni di successo la cui più famosa ha per titolo "Parla più piano"), ma la autocitazione divenne fonte di un aspro dibattito e impedì anche il riconoscimento del premio Oscar per la colonna sonora, cui sarebbe stato candidato, in quanto musica "non originale" (e che ottenne, anche quasi a titolo di compensazione, con il successivo Il padrino parte II).

#### Parodie di musica pop/rock

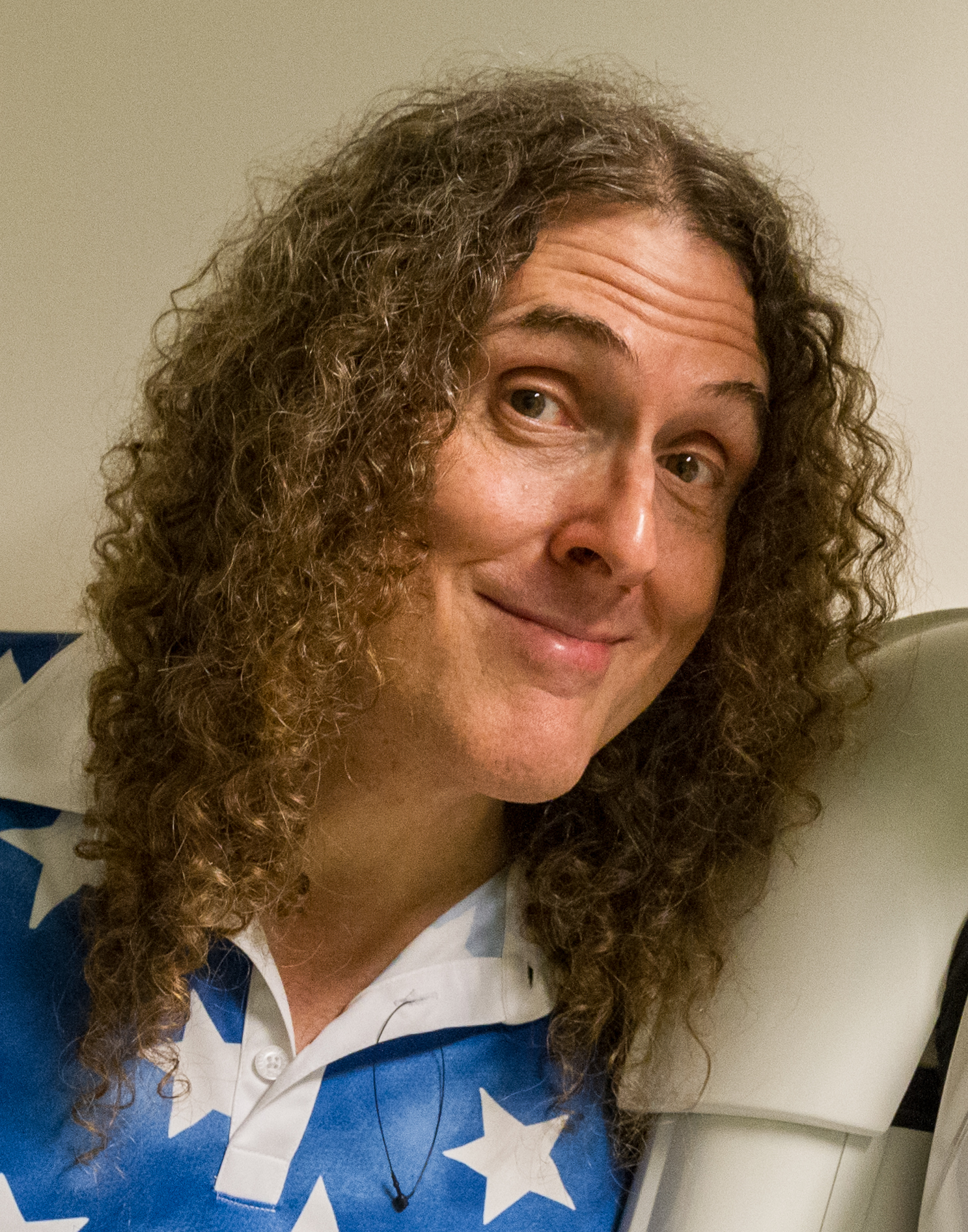
"Weird Al" Yankovic

Stan Freberg parodiò canzoni popolari negli anni cinquanta e sessanta, prendendo in giro le convenzioni musicali del momento, come Heartbreak Hotel di Elvis Presley. Il bandleader e pianista Paul Weston diede vita assieme a sua moglie, la cantante Jo Stafford, al duo Jonathan e Darlene Edwards, che derideva gli spettacoli di cabaret considerati scadenti. I britannici Barron Knights divennero famosi per le parodie di artisti pop degli anni 1970, mentre i Bar-Steward Sons of Val Doonican eseguono ancora oggi brani pop rivisitati utilizzando però una strumentazione folk.
Altri parodisti sono "Weird Al" Yankovic e Bob Rivers, che cambiano i testi di brani altrui; al contrario, Richard Cheese and the Lounge Against the Machine e le Lounge Kittens mantengono intatti i testi di brani rap, heavy metal e rock ma adattandoli allo stile lounge. Country Yossi, compositore e cantante pionieristico nel suo genere, rielabora i testi della musica country e di altri successi americani in chiave religiosa per comunicare le idee del suo credo ebraico ortodosso. Noti sono anche i Mac Sabbath (parola macedonia composta da McDonald's e Black Sabbath) che fanno satira sull'industria dei fast food usando costumi di scena ispirati all'immaginario di McDonaldland.